# Kakori
Kakori là một thị xã và là một nagar panchayat của quận Lucknow thuộc bang Uttar Pradesh, Ấn Độ.

## Địa lý
Kakori có vị trí 26°53′B 80°48′Đ / 26,88°B 80,8°Đ Nó có độ cao trung bình là 121 mét (396 feet).

## Nhân khẩu
Theo điều tra dân số năm 2001 của Ấn Độ, Kakori có dân số 16.731 người. Phái nam chiếm 53% tổng số dân và phái nữ chiếm 47%. Kakori có tỷ lệ 46% biết đọc biết viết, thấp hơn tỷ lệ trung bình toàn quốc là 59,5%: tỷ lệ cho phái nam là 51%, và tỷ lệ cho phái nữ là 40%. Tại Kakori, 13% dân số nhỏ hơn 6 tuổi.